# Gerón II de la Marca Sajona Oriental
Gerón II (h. 975 - 1 de septiembre del 1015 en Krosno Odrzańskie) era el hijo mayor de Tietmaro de Meissen, y Suanehilda de Sajonia, hija de Herman Billung de Sajonia. Era por lo tanto probablemente un nieto de Hida y Cristián de Turingia y recibió ese nombre de su tío-abuelo Gerón el Grande. Sucedió a quien probablemente era su tío, Odón, como margrave de la Marca Sajona Oriental incluyendo la Marca Lausitz (Lusacia) en 993 a la muerte del margrave de Lusacia Odón.
Gerón fue nombrado conde de Hassegau en 992, justo un año antes de convertirse en margrave. Murió en su territorio en batalla con un ejército polaco de Boleslao I en Gau Diadesi y fue enterrado en el monasterio de su familia de Niemburgo. Le sobrevivió su esposa Adelaida y un hijo, Tietmaro, que lo sucedió.